# Махус, Ибрагим
Ибрагим Махус (араб. ابراهيم ماخوس‎; 1925, местечко Махус, Латакия подмандатная Сирия — 10 сентября 2013, Алжир, Алжир) — сирийский государственный деятель, министр иностранных дел Сирии (1965 и 1966—1968).

## Биография
Происходит из алевитской общины. Окончил медицинский факультет Университета Дамаска, вступил в партию Баас и воевал в качестве полевого врача в алжирской войне в составе Фронта национального освобождения против французской колониальной власти. После прихода партии Баас к власти в Сирии занимал ряд важных государственных постов:
- 1963—1964 гг. — министр здравоохранения,
- сентябрь-декабрь 1965 г. — министр иностранных дел в социалистическом кабинете Юсуфа Зуэйина.
- 1966—1968 гг. — вновь министр иностранных дел во втором кабинете Зуэйина. Относился к «левому» крылу «баасистов», чья популярность значительно упала после поражения в Шестидневной войне,
- 1968 г. — переведен в министерство сельского хозяйства, однако под давлением Хафеза Асада был отправлен в отставку,
- 1968—1970 гг. — член Бюро регионального командования Совета БААС.

После переворота 1970 года и прихода к власти президента Асада был брошен в тюрьму. Затем — освобожден и с 1971 года жил в эмиграции в Алжире. Вместе с рядом других опальных политиков создал Демократическую социалистическую партию БААС, которая активно участвовала в протестном движении в 1980-е и 2000-е гг. Поддержал Дамасскую декларацию (2005) и вошёл в левый оппозиционный Национальный координационный комитет за демократические перемены, однако с повстанцами, которые с 2011 года ведут вооружённую борьбу против президента Башара Асада, связей не имел.